# TSMC

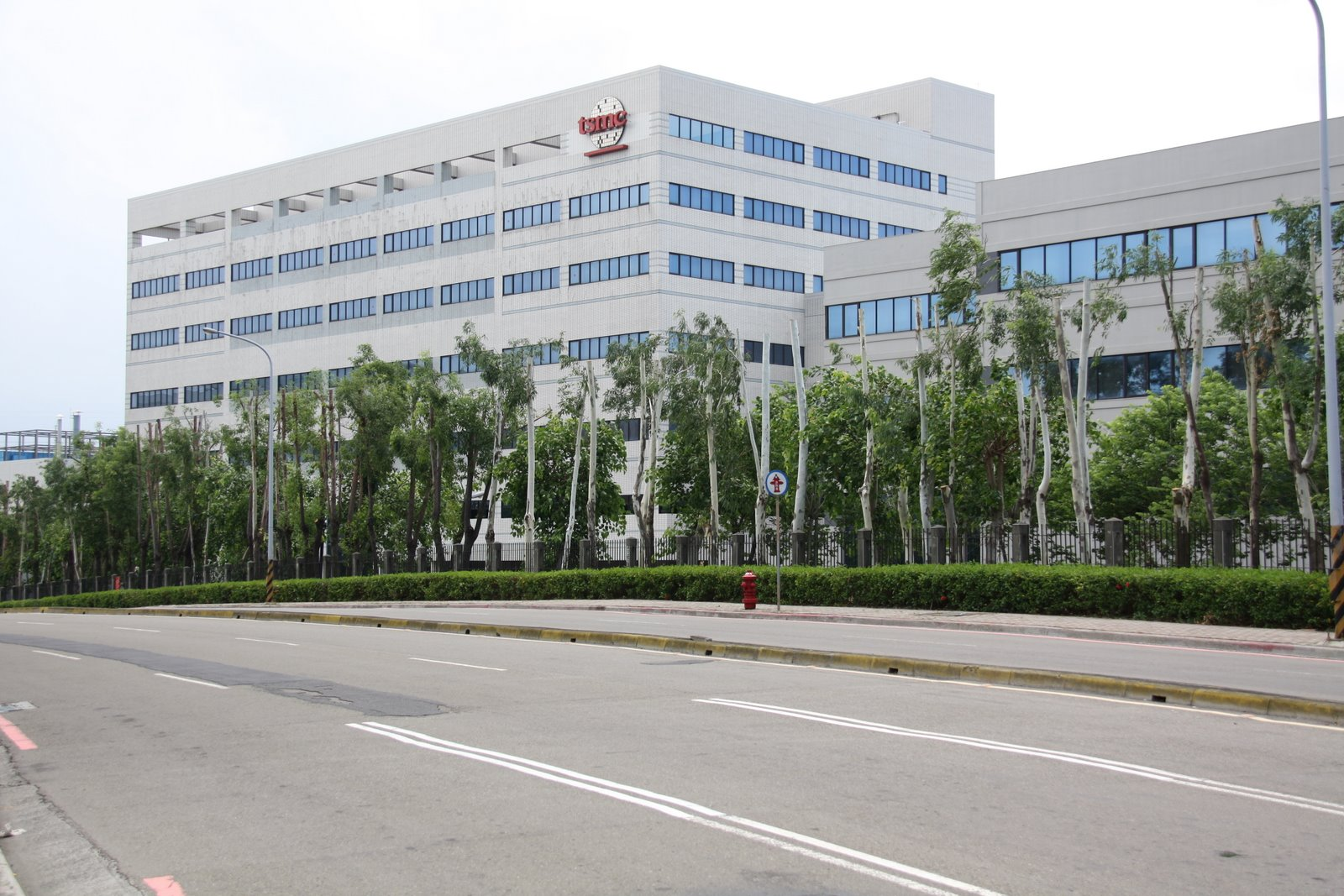
Производственное здание TSMC в г. Синьчжу

TSMC (аббревиатура от англ. Taiwan Semiconductor Manufacturing Company), кит. 台灣積體電路製造股份有限公司 — тайваньская компания, занимающаяся изучением и производством полупроводниковых изделий.
Штаб-квартира компании находится в Синьчжу.
TSMC разработала большое количество перспективных технологий, производственных процессов, средств проектирования и стандартных архитектур.
Крупными клиентами компании являются HiSilicon, MediaTek, Huawei, Realtek, AMD, NVIDIA, Qualcomm, ARM Holdings, Altera, Xilinx, Apple, Broadcom, Conexant, Marvell, Intel (беспроводные решения, чипсеты, некоторые модели Atom). Среди российских клиентов компании: Baikal Electronics (дочерняя компания «Вартон»), МЦСТ.

## История
Основана в 1987 году.
В 1994 году было проведено IPO.
На конец 2021 года в компании работает более 65 000 человек по всему миру. Чтобы обслуживать и поддерживать производственные мощности, TSMC содержит офисы в Китае, Индии, Японии, Южной Корее, Нидерландах, США и на Тайване.
Согласно информации TrendForce на конец 2021 года, TSMC — крупнейший контрактный производитель полупроводниковых микросхем с долей рынка 52,1 %. На втором месте находится Samsung (18,3 %), на третьем — United Microelectronics Corporation (7 %). Поквартальная валовая прибыль на 2021 год достигла 56 %.

## Производство
Компании принадлежат (по состоянию на 2009 год):
- одна фабрика 150-мм (6-дюймовых) пластин (Fab 2)
- пять фабрик 200-мм (8-дюймовых) пластин (Fab 3, 5, 6, 7, 8)
- три фабрики 300-мм (12-дюймовых) полупроводниковых пластин (Fab 12, 14, 15)

TSMC владеет компанией WaferTech (США, штат Вашингтон; ей принадлежит завод в Camas, Вашингтон (200 мм)),
а также долей в совместном предприятии SSMC (Сингапур, ей принадлежит завод в Сингапуре (200 мм)).
В декабре 2024 года начала серийное проиводство фабрика JASM (Japan Advanced Semiconductor Manufacturing) в городе Кумамото в Японии, построенная в сотрудничестве с Sony, Denso и Toyota. В перспективе она должна выйти на выпуск 50 тыс. кремниевых пластин в месяц. В производстве будут использовать спектр литографических норм от 12 до 28 нанометров. Первыми клиентами предприятия стали акционеры: Sony заказала модули для цифровых камер, а Denso — полупроводники для автомобилей.
В 2025 году TSMC начнёт строить вторую фабрику JASM в японском Кумамото. Её запуск запланирован на 2027 год. Это предприятие будет изготавливать чипы с техпроцессом 6 и 7 нанометров. В планах есть строительство третьего предприятия, но TSMC пока не определилась со сроками.
В январе 2025 года началось серийное проиводство пластин по техпроцессу 4 нм на фабрике в Аризоне, США. Согласно данным компании, доля брака соотвествует на аналогичной тайваньской фабрике, а себестоимость продукции выше менее чем на 10 % и то лишь из-за необходимости пока что отправлять пластины на Тайвань для нарезки и корпусировки. В настоящий момент ведётся строительство ещё двух фабрик по выпуску пластин в Аризоне и фабрика корпусировки чипов, а общая сумма инвестиций может превысить 100 млрд. долларов США.
Также TSMC строит фабрику в Германии совместно с Infineon, NXP и Bosch.Как ожидается, ввод в эксплуатацию состоится ближе к концу 2027 года. Предполагается, что здесь будет выпускать 28/22-нм чипы с использованием планарной технологии и 16/12-нм чипы с применением FinFET-технологии.
На конец 2010 года мощности TSMC позволяли выпускать каждый месяц по 240 тысяч 300-мм пластин.
На 2018 год TSMC обладал технологиями производства микросхем с нормами 90, 65, 45, 40, 28, 20, 16/12, 10, 7, 5 нм. 

По словам TSMC, компания уже начала серийный выпуск полупроводниковой продукции по нормам 5 нм, и процент выхода годной продукции увеличивается быстрее, чем в предыдущем поколении техпроцесса. Техпроцесс N5 обеспечивает увеличение производительности на 15 % или снижение потребляемой мощности на 30 %, а также увеличение плотности логики до 80 %, по сравнению с предыдущей технологией N7. Основываясь на оригинальном техпроцессе N5, TSMC планирует выпустить улучшенную версию N5P в 2021 году, предлагая дополнительный прирост скорости на 5 % и уменьшение потребляемой мощности на 10 %. 

Компания также предложила предварительную версию последнего члена семейства 5-нанометровых техпроцессов — N4, который обеспечит дальнейшее улучшение показателей производительности, энергопотребления и плотности. Помимо упрощения процесса за счет уменьшения числа масок, N4 также предлагает простой путь миграции с возможностью использования комплексной 5-нанометровой экосистемы проектирования. Рисковое производство с применением техпроцесса N4 начнется в четвертом квартале 2021 года, а серийное производство — в 2022 году.
Опытное внедрение 4-нм техпроцессов по технологии EUV Lithography было запланировано на второй квартал 2019 года.
В соответствии с графиком идет разработка техпроцесса следующего поколения — N3. Она обеспечит приростом производительности до 15 %, снижение потребляемой мощности до 30 % и увеличением плотности логики до 70 % по сравнению с N5.
На конференции IEDM 2023 года компания рассказала о своей  дорожной карте, в которой говорится о разработке таких передовых производственных узлов, как 2-нм классы N2 и N2P, а также 1,4-нм классы A14 и 1-нм классы A10, которые должны появиться на рынке к 2030 году. Также, компания готовится совершить прорыв в области производства микросхем, представив план по выпуску чипов с триллионом транзисторов. 
Первые партии чипов по 2-нанометровому техпроцессу будут произведены уже в 2024 году, а в следующем — налажено мелкосерийное производство.
В начале 2024 года TSMC объявил, что строит два завода для производства 2-нм чипов (N2) и ожидает одобрение от правительства, чтобы начать возводить третий завод в Научном парке Тайчжун. Один из заводов находится недалеко от Баошаня (уезд Синьчжу), рядом с исследовательским центром R1 (где и разрабатывается технология N2), ожидается, что производство чипов на этом заводе начнется во второй половине 2025 года. Второй завод будет расположен в Научном парке Гаосюна, выпускать чипы он начнет в 2026 году.